# Honda N-Box
Der Honda N-Box ist ein Kei-Car-Microvan des japanischen Automobilherstellers Honda.
Das N im Namen des Modells stammt vom erfolgreichen Kei-Car Honda N360, das von März 1967 bis Juni 1972 produziert wurde. Produziert wird der N-Box im Werk in der japanischen Stadt Suzuka. Das Auto ist ausschließlich für den japanischen Markt gedacht.

## Erste Generation (2011–2017)
Die erste Generation (JF1/2) wurde als fünftürige Kombilimousine konzipiert und kam am 30. November 2011 in Japan auf den Markt. Am 5. Juli 2012 folgte der etwas höhere N-Box Plus (N-Box+). Im Dezember 2014 erschien der N-Box Slash (N-Box/), der etwas niedriger ist. Es gibt ihn auch mit einem Turbolader, wodurch 47 kW (64 PS) maximale Leistung möglich sind. Als Allrad-Version ist er 1685 mm und als Front-Version 1670 mm hoch.
Hauptzielgruppe der N-Box sind Familien mit Kind. Er ist mit elektrisch zu bewegenden Schiebetüren ausgestattet. Bei 140 km/h regelt der Motor ab, was jedoch bei einer erlaubten Maximalgeschwindigkeit auf japanischen Autobahnen von 100 km/h für die meisten Kunden nebensächlich ist. Mit Wippen am Lenkrad kann das stufenlose Automatikgetriebe manuell geschaltet werden.

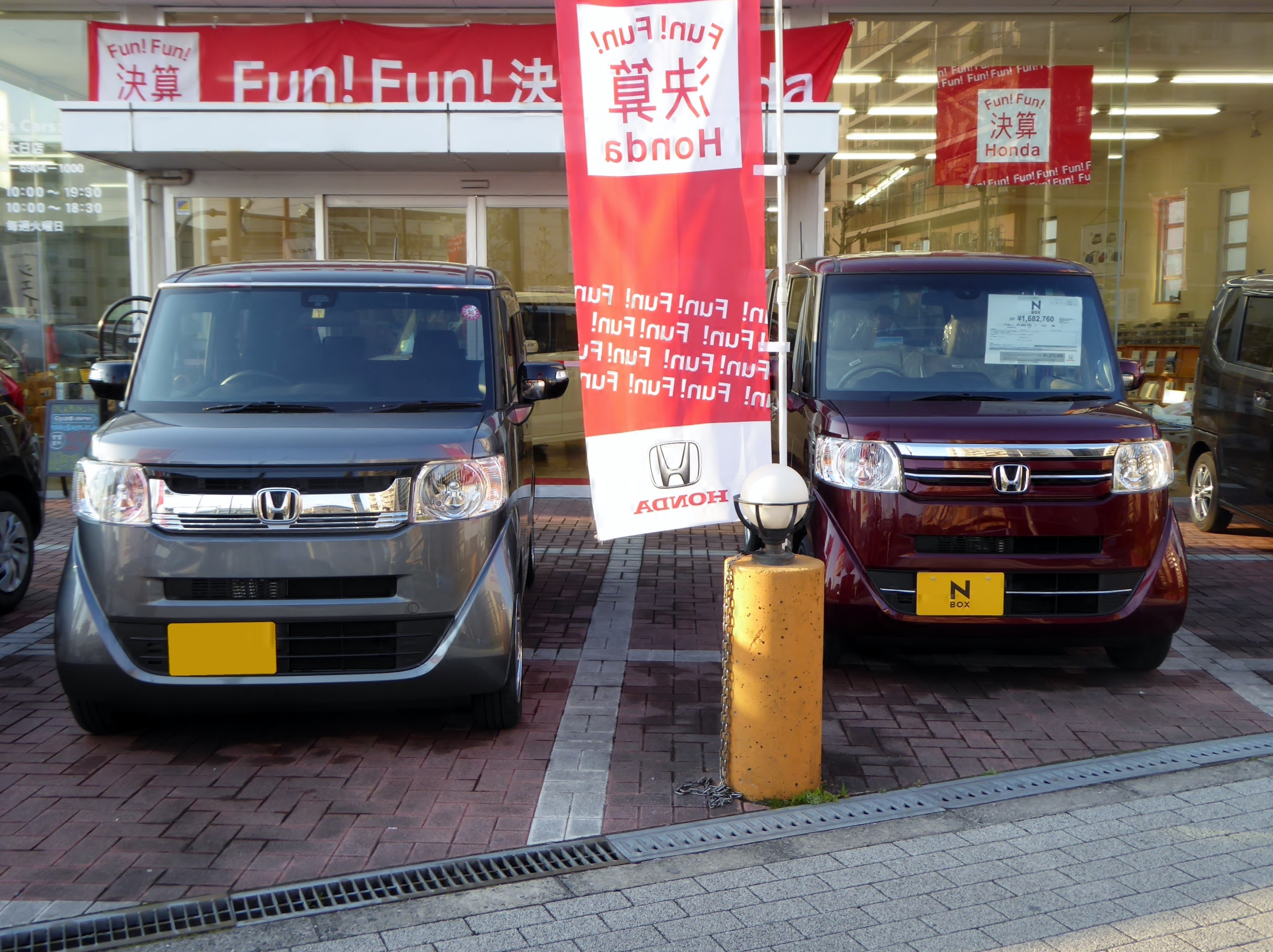
N-Box und N-Box Slash
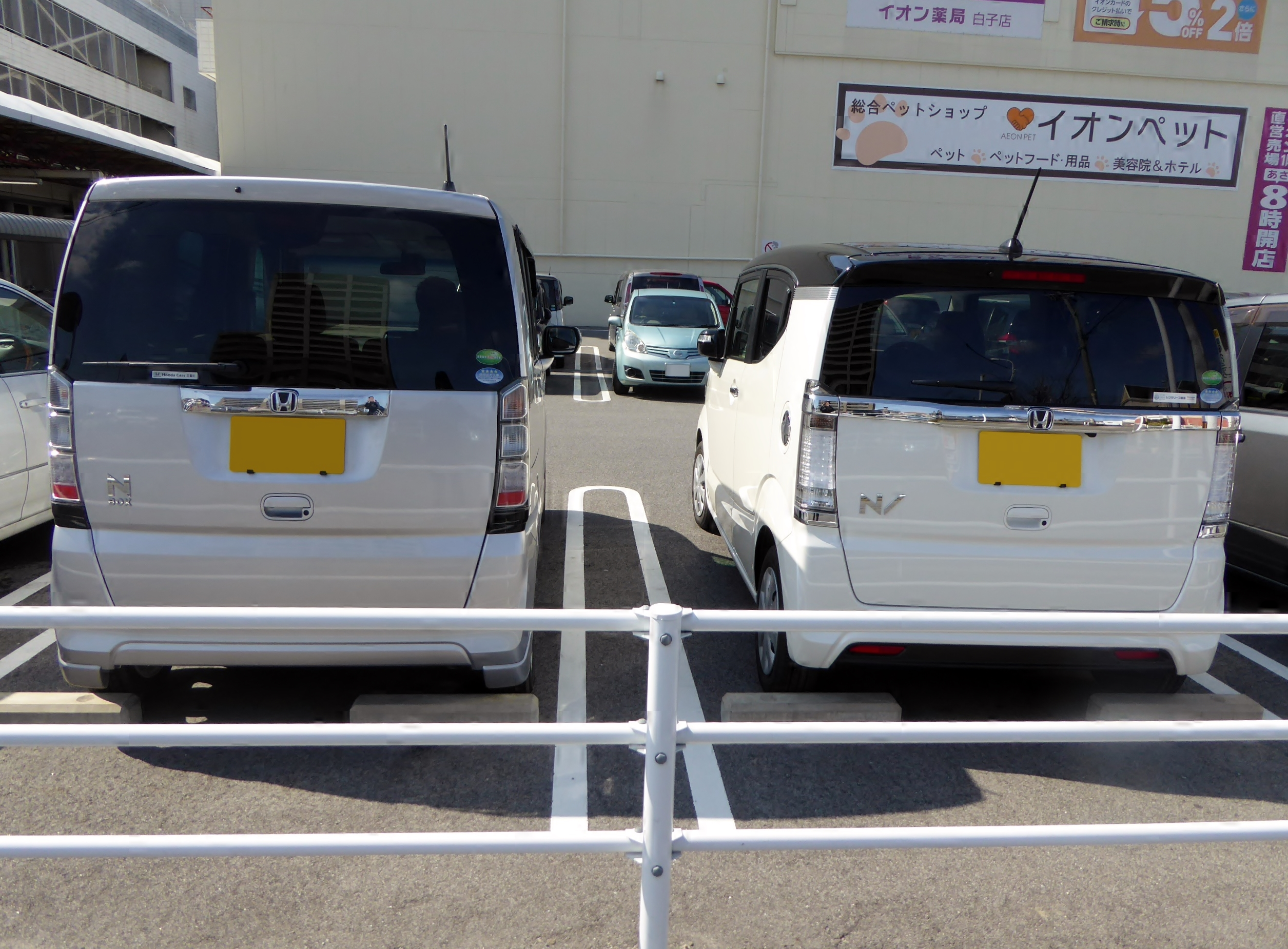
N-Box und N-Box Slash (Rückansicht)
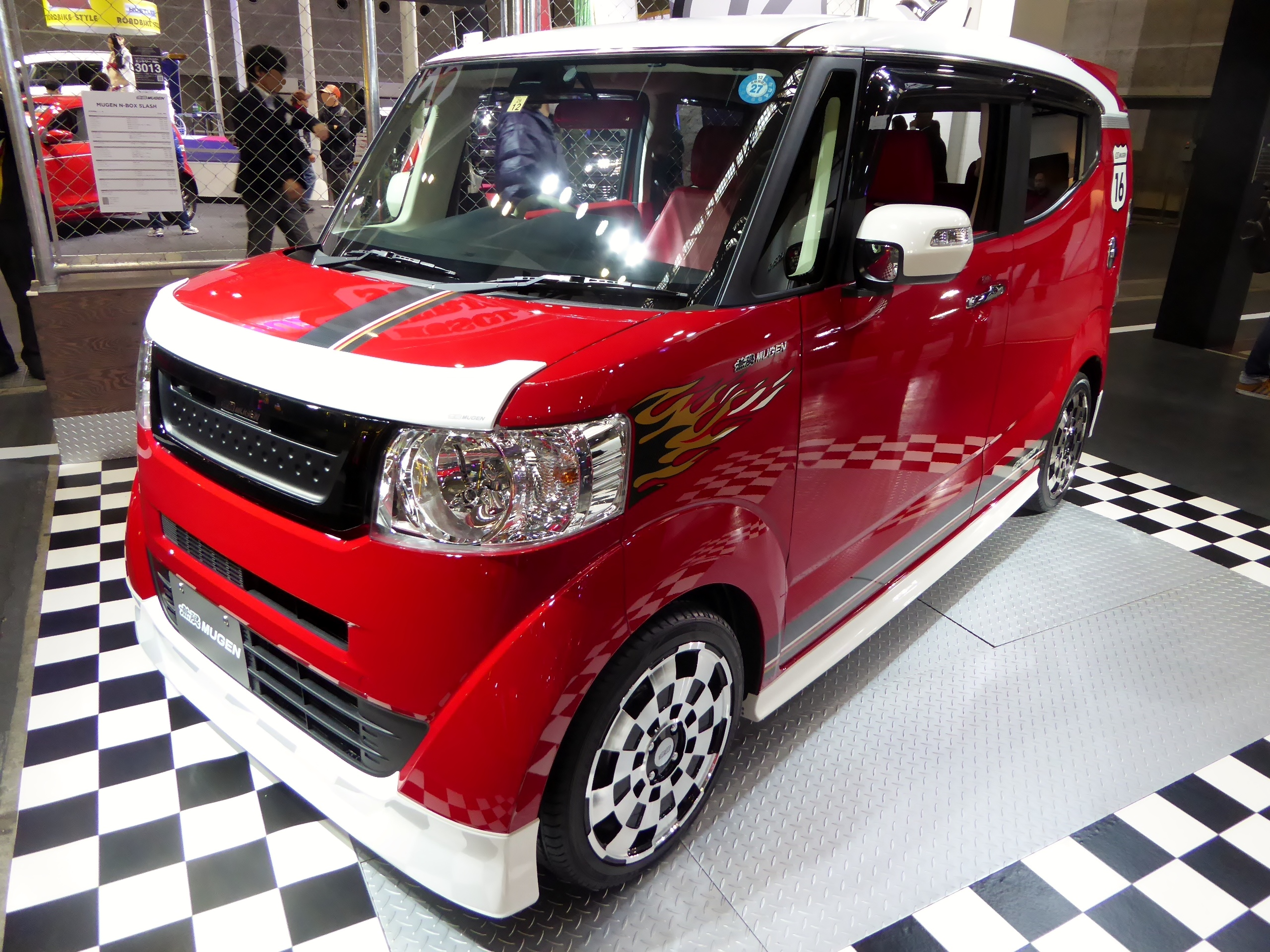
N-Box Slash Muscle Style (2015)
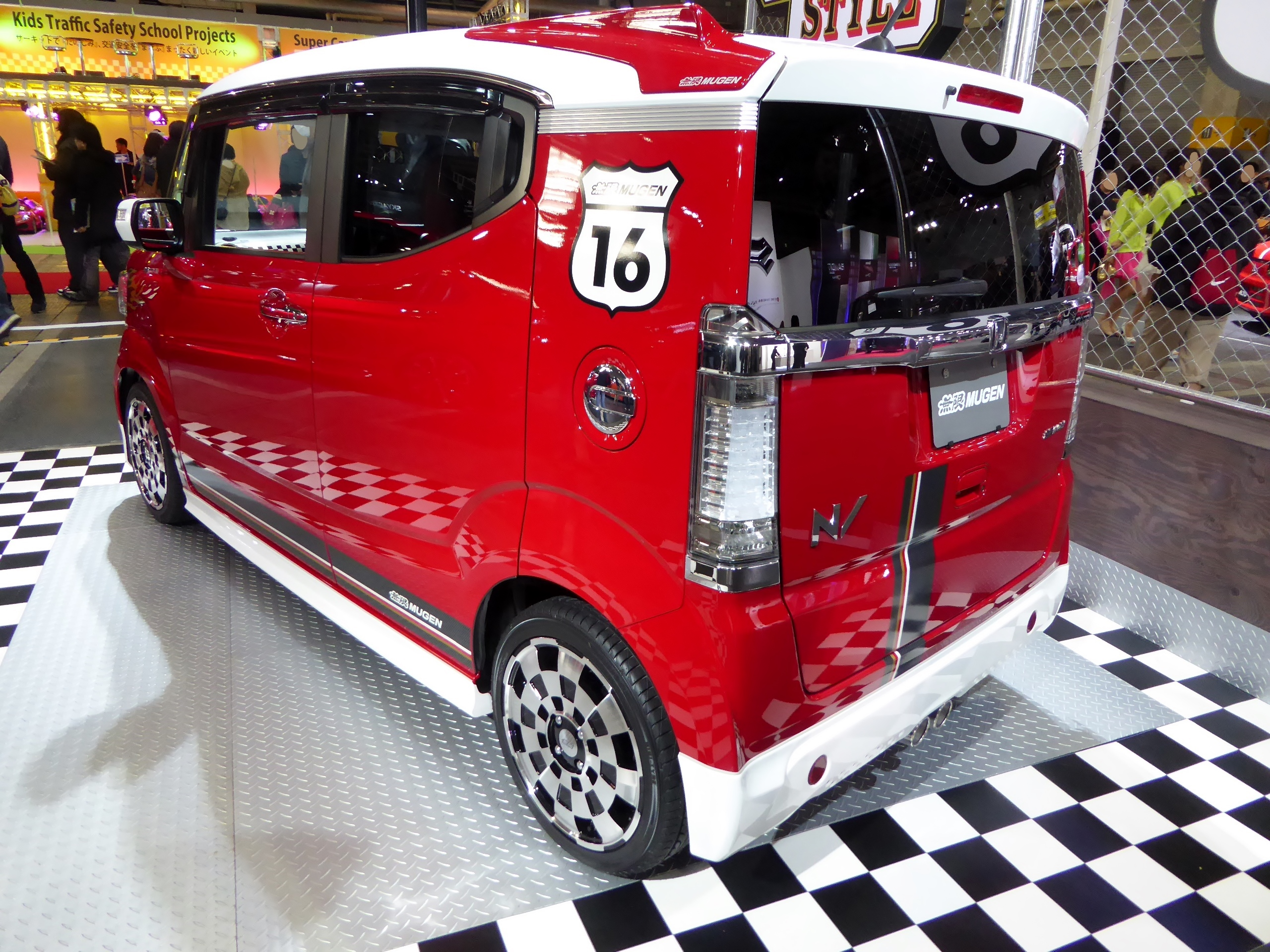
N-Box Slash Muscle Style (2015) Rückansicht

## Zweite Generation (2017–2023)
Der Verkauf der zweiten Generation (JF3/4) begann am 1. September 2017.
Der N-Box der zweiten Generation wurde 2017 von einer Fachjury aus japanischen Wissenschaftlern und Professoren zum Auto des Jahres 2017–2018 gewählt.
Er war zudem 2018 und 2019 das meistverkaufte Auto in Japan. 2019 wurden 253.500 Autos verkauft.

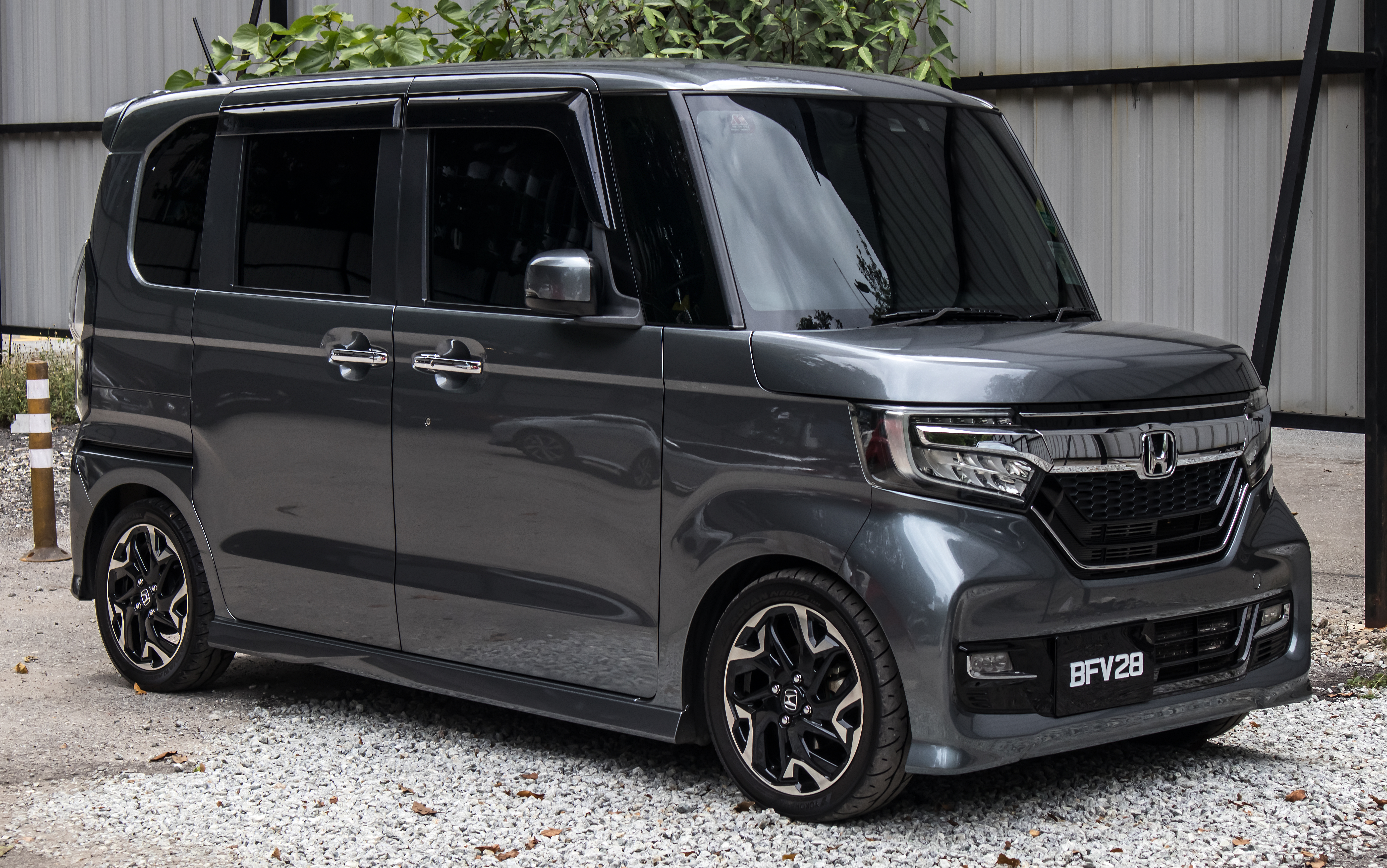
N-Box Custom (Frontansicht)
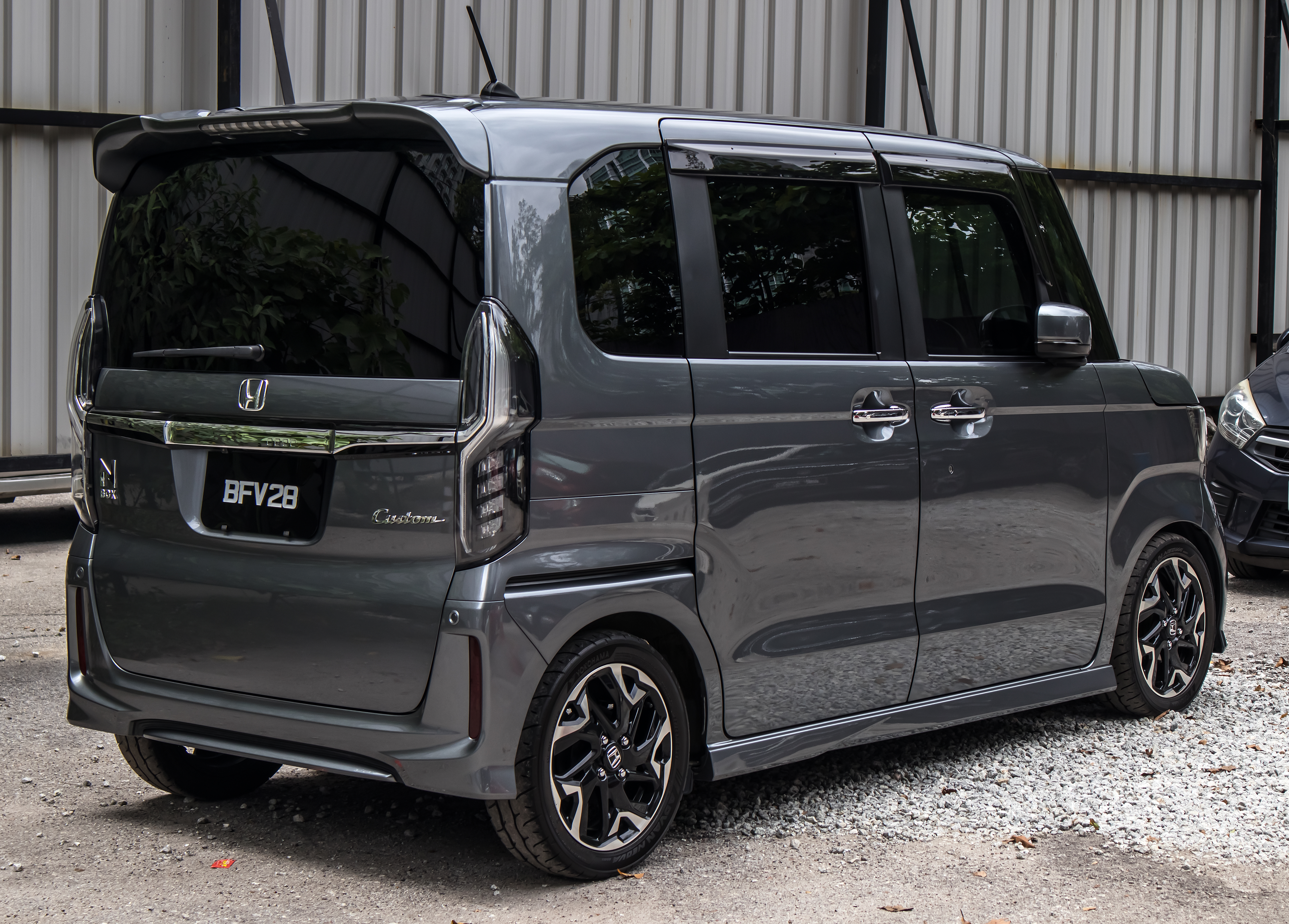
N-Box Custom (Heckansicht)
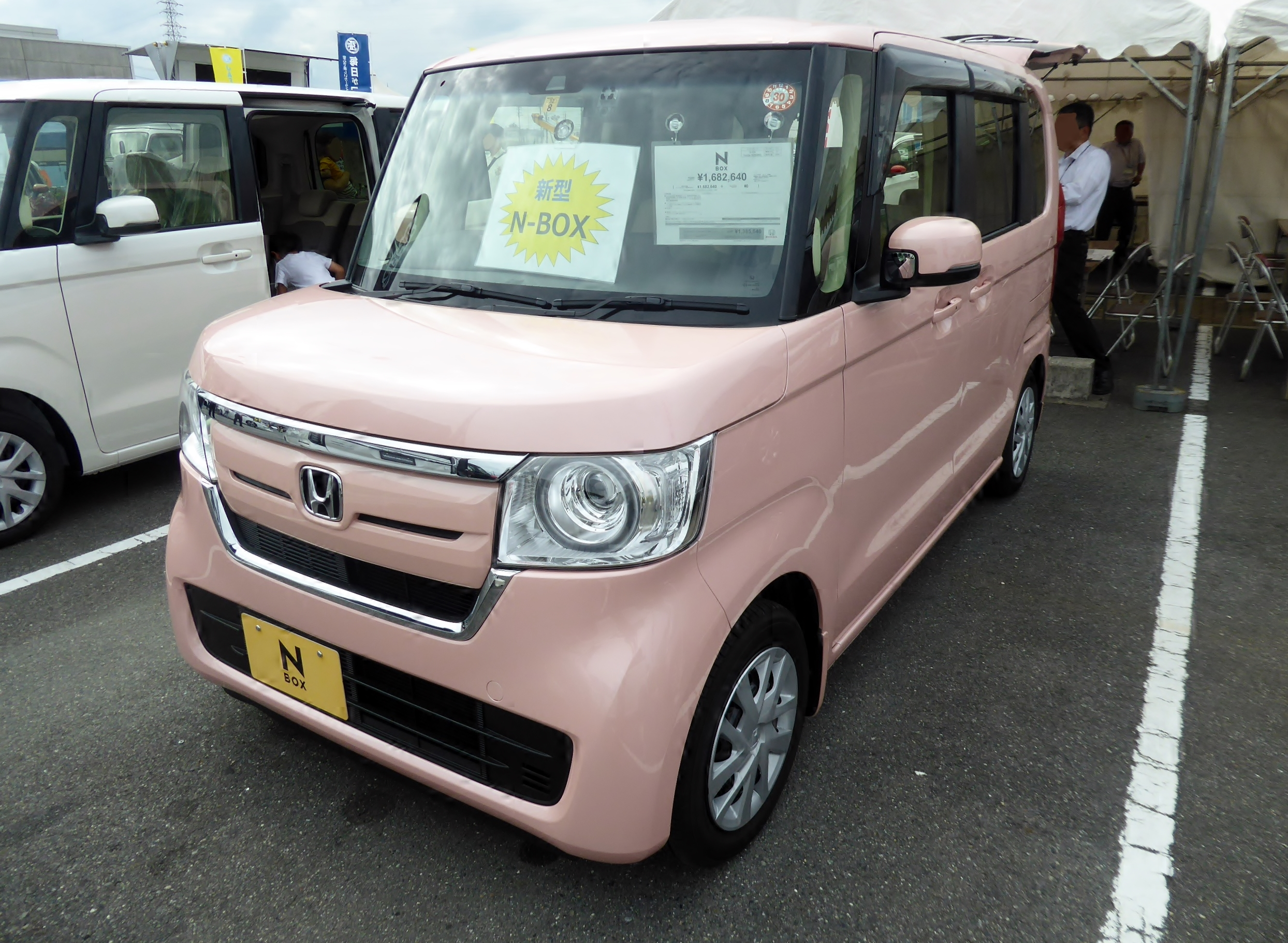
N-Box - Premium Pink Pearl (Frontansicht)
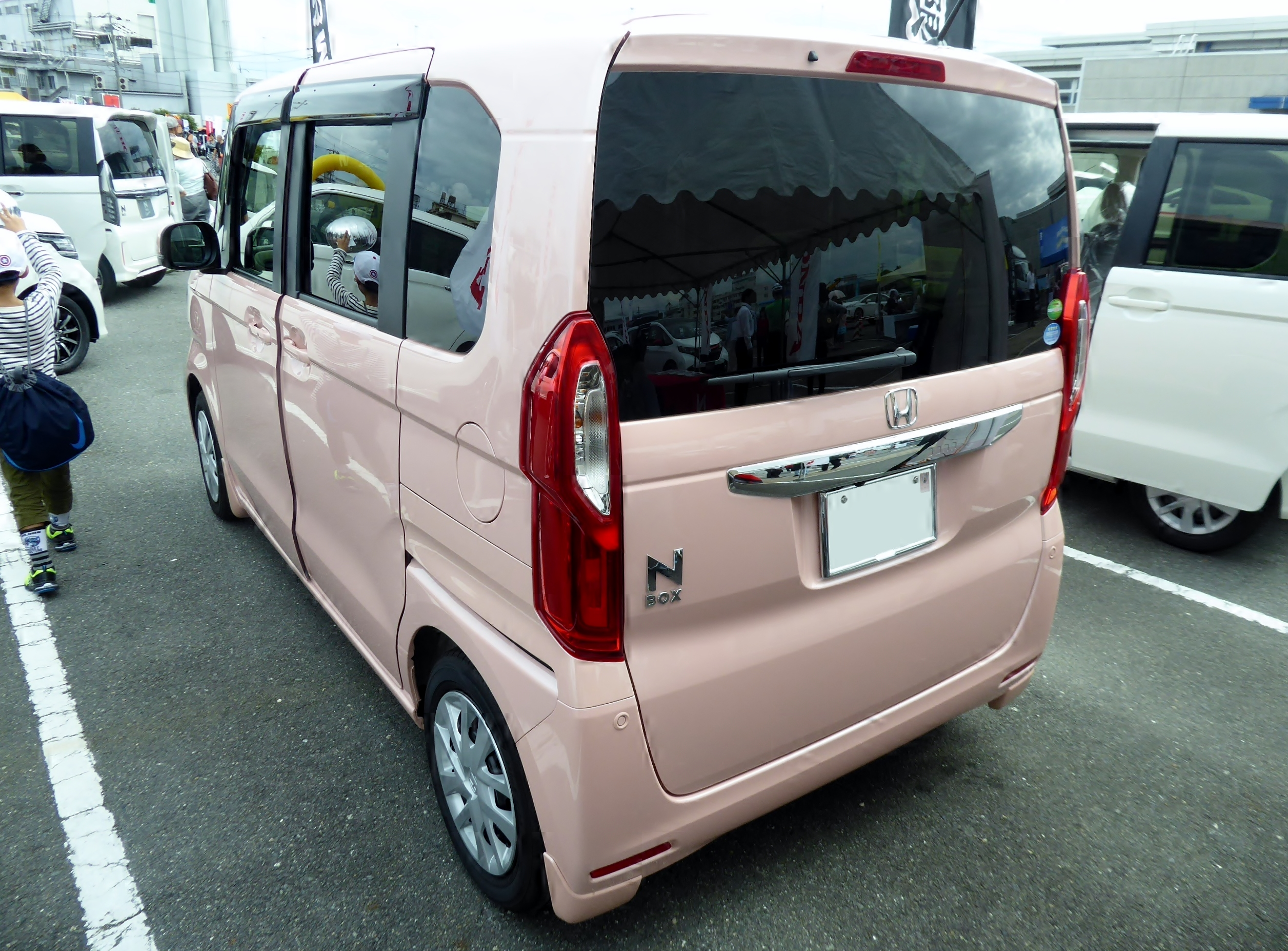
N-Box - Premium Pink Pearl (Rückansicht)
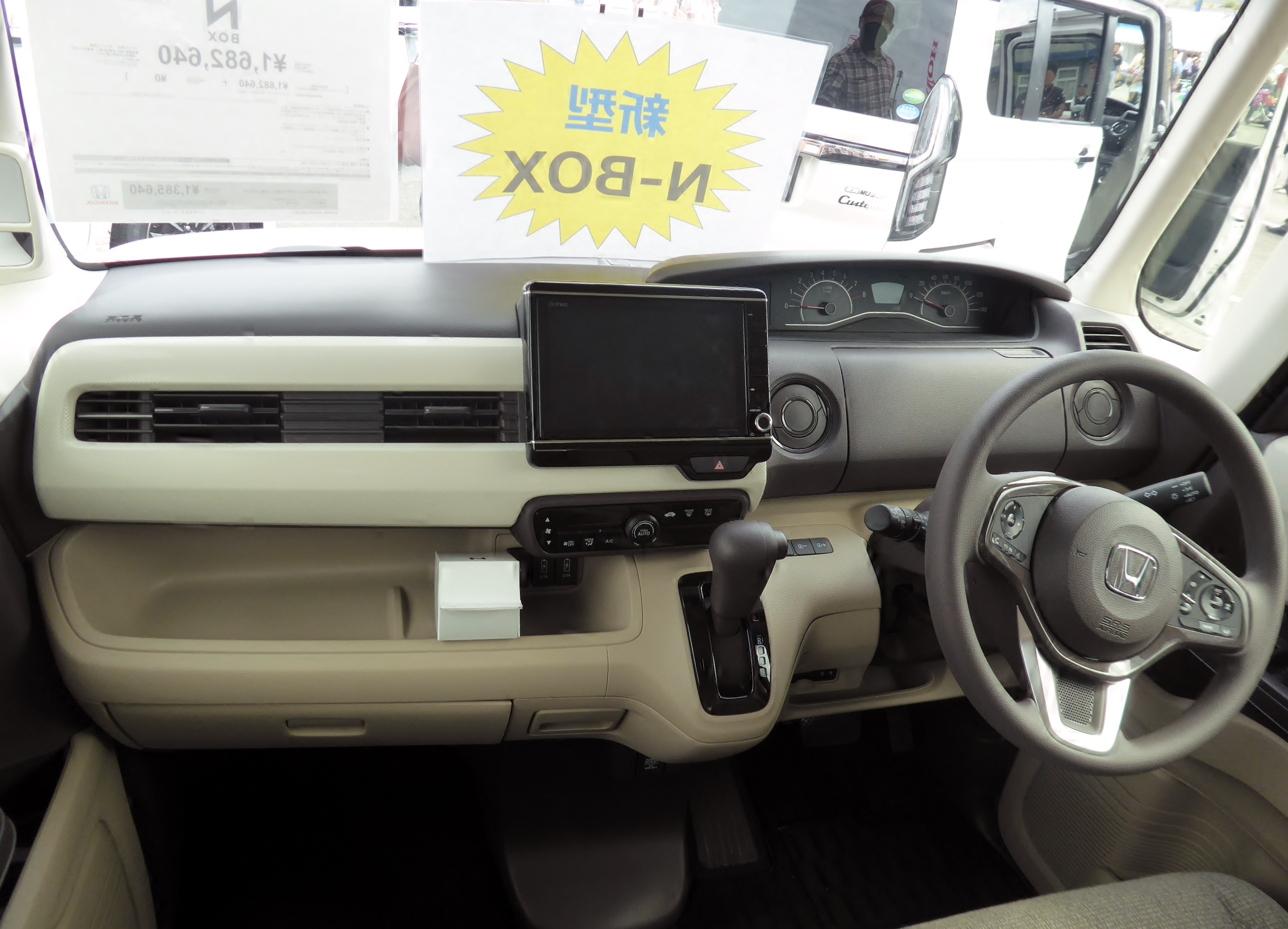
N-Box - Premium Pink Pearl (Innenansicht)
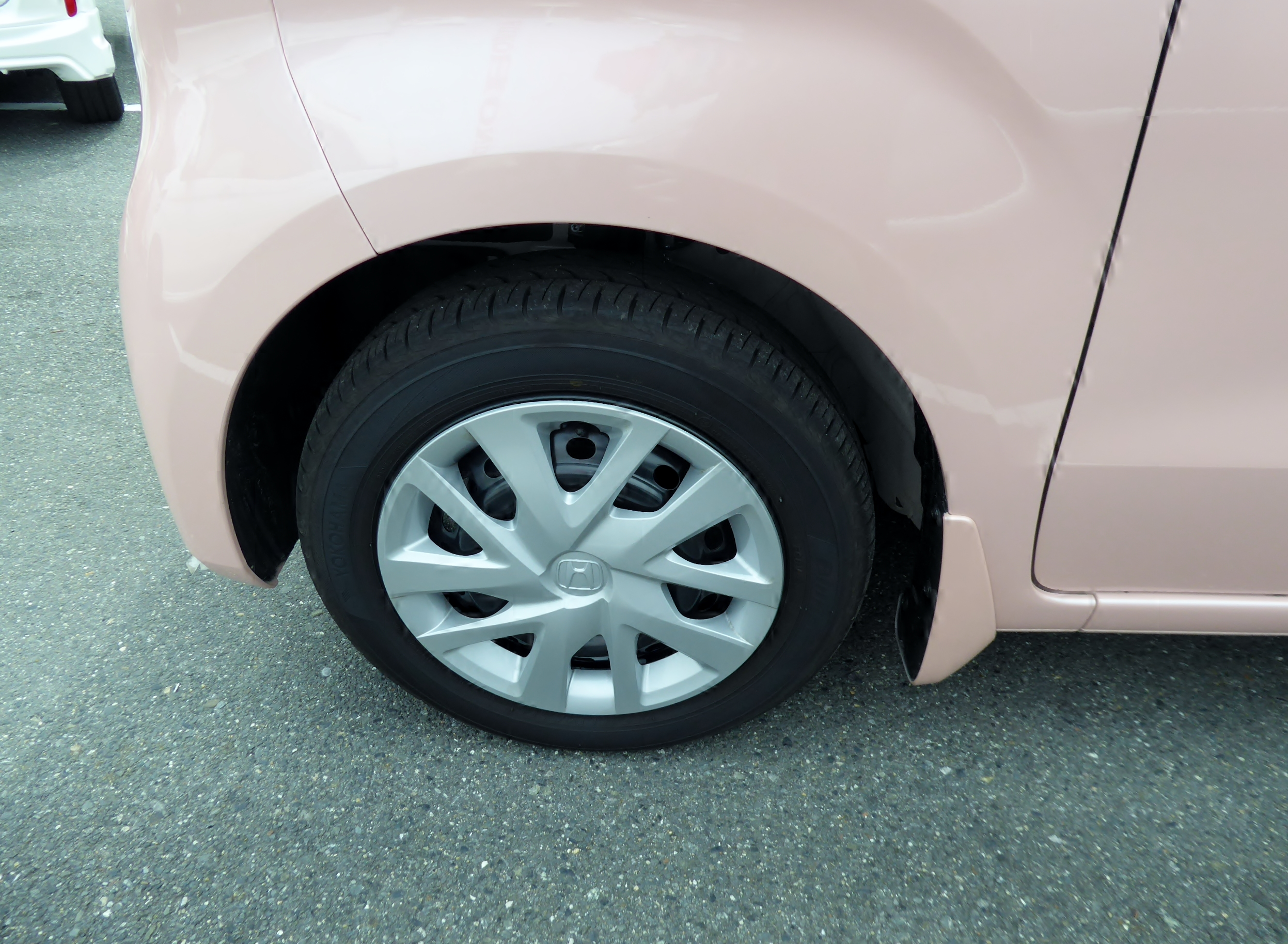
N-Box - Premium Pink Pearl (Reifen)

## Dritte Generation (seit 2023)
Die dritte Generation der Baureihe wurde am 3. August 2023 vorgestellt. Sie soll im Herbst 2023 in Japan auf den Markt kommen.
Angetrieben wird der Wagen von einem Saug- oder einem Turbomotor. Außerdem steht gegen Aufpreis Allradantrieb zur Wahl.

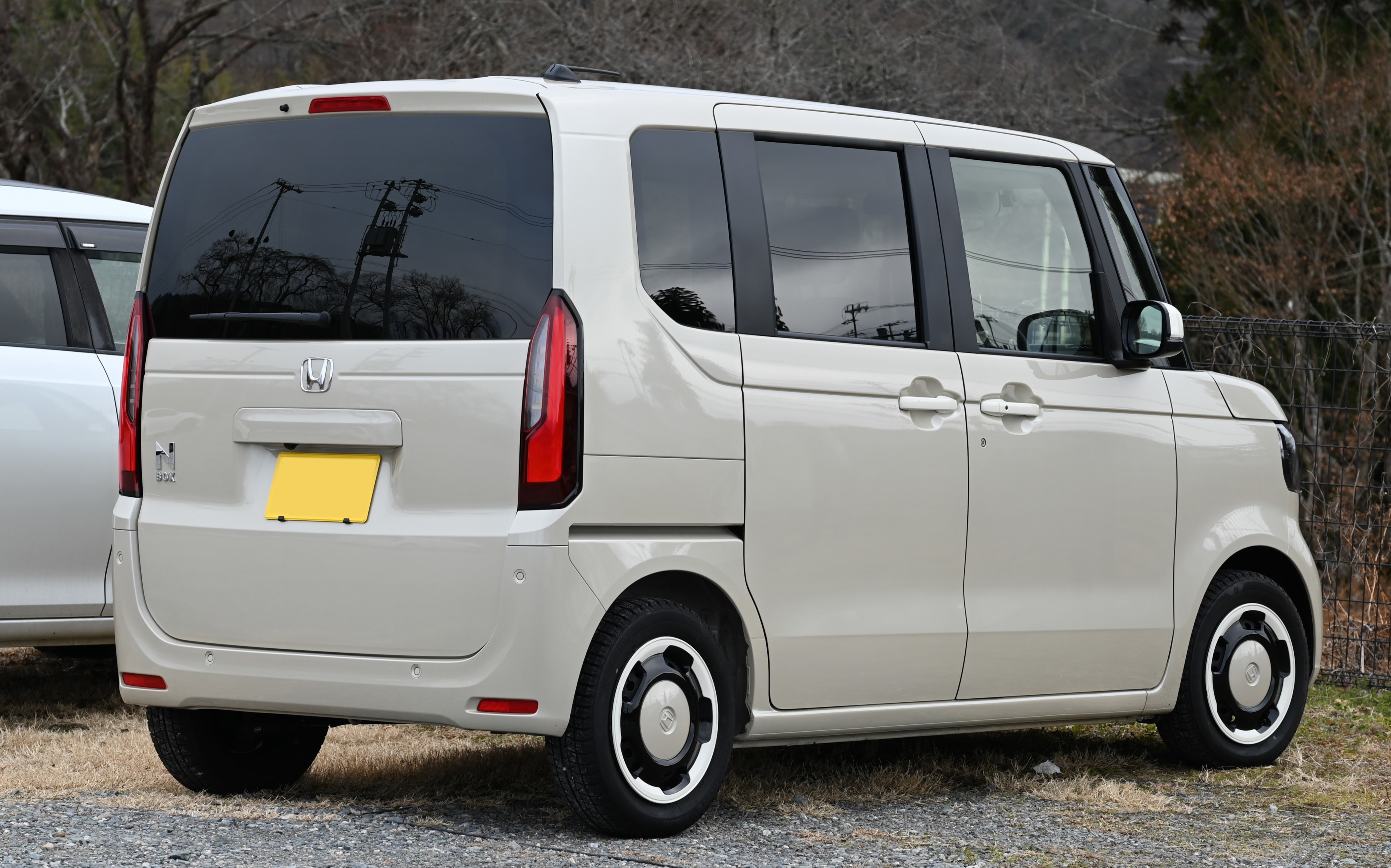
Heckansicht
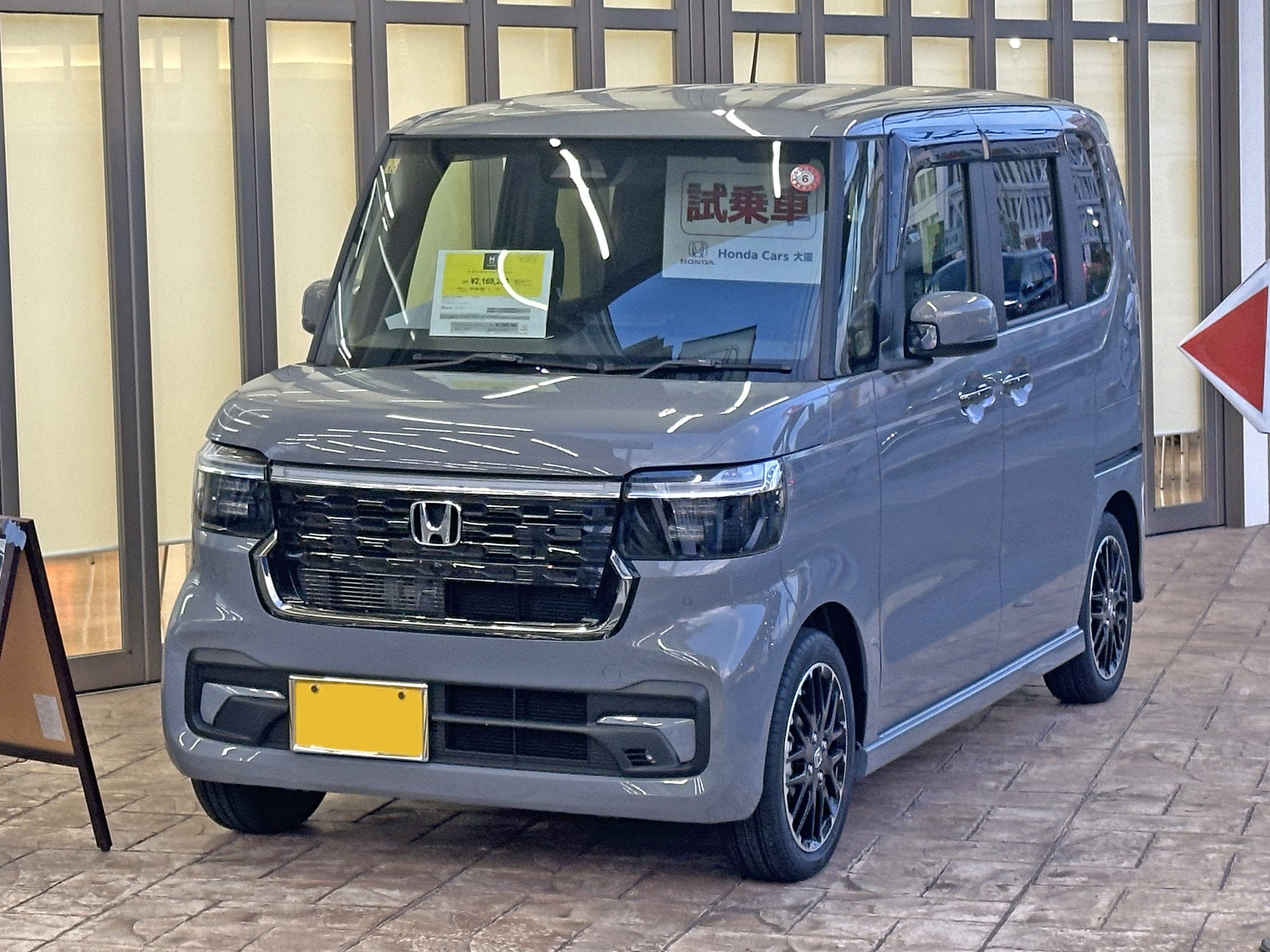
N-Box - Custom (Frontansicht)
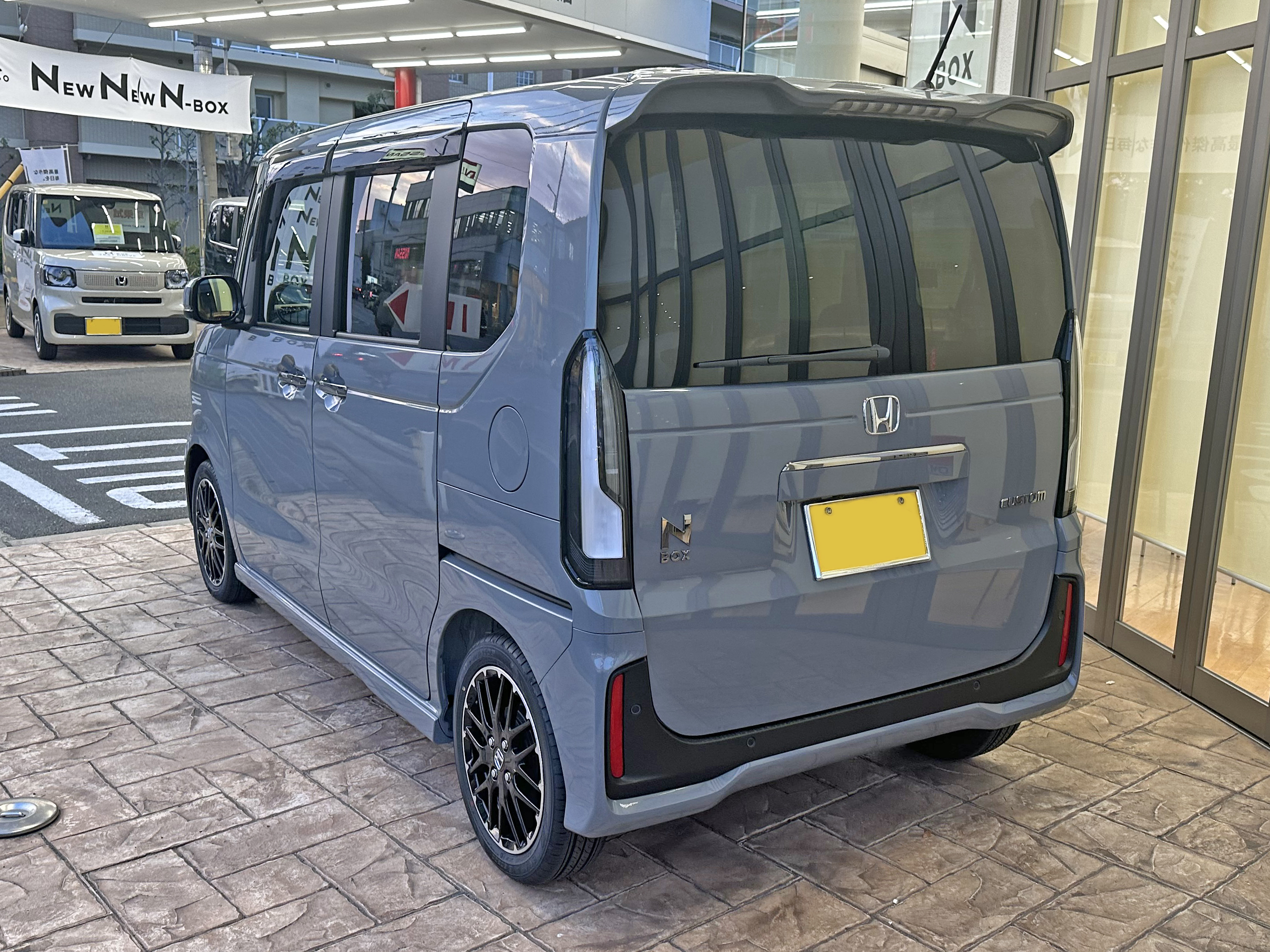
N-Box - Custom (Rückansicht)
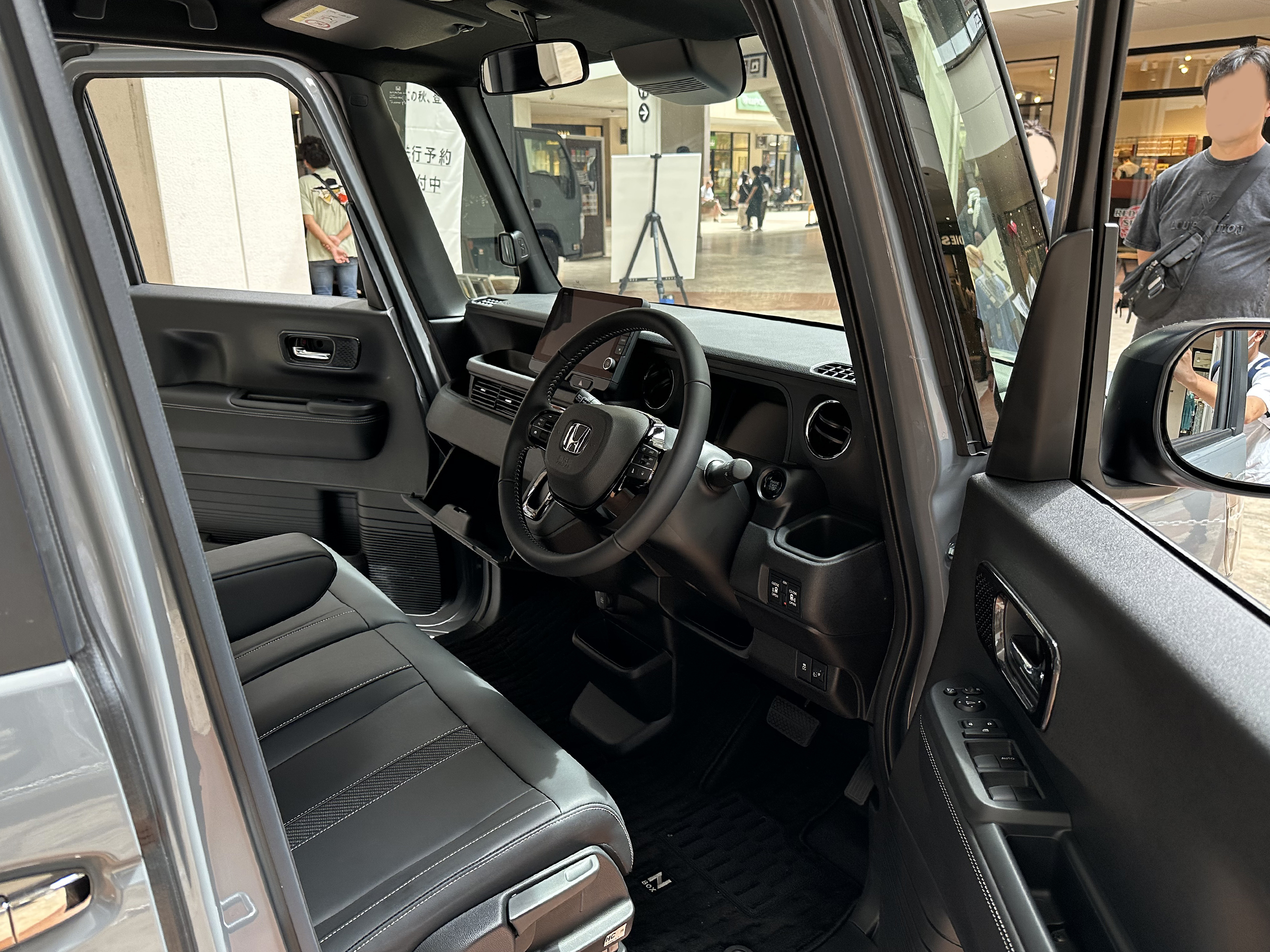
N-Box - Custom (Innenansicht)
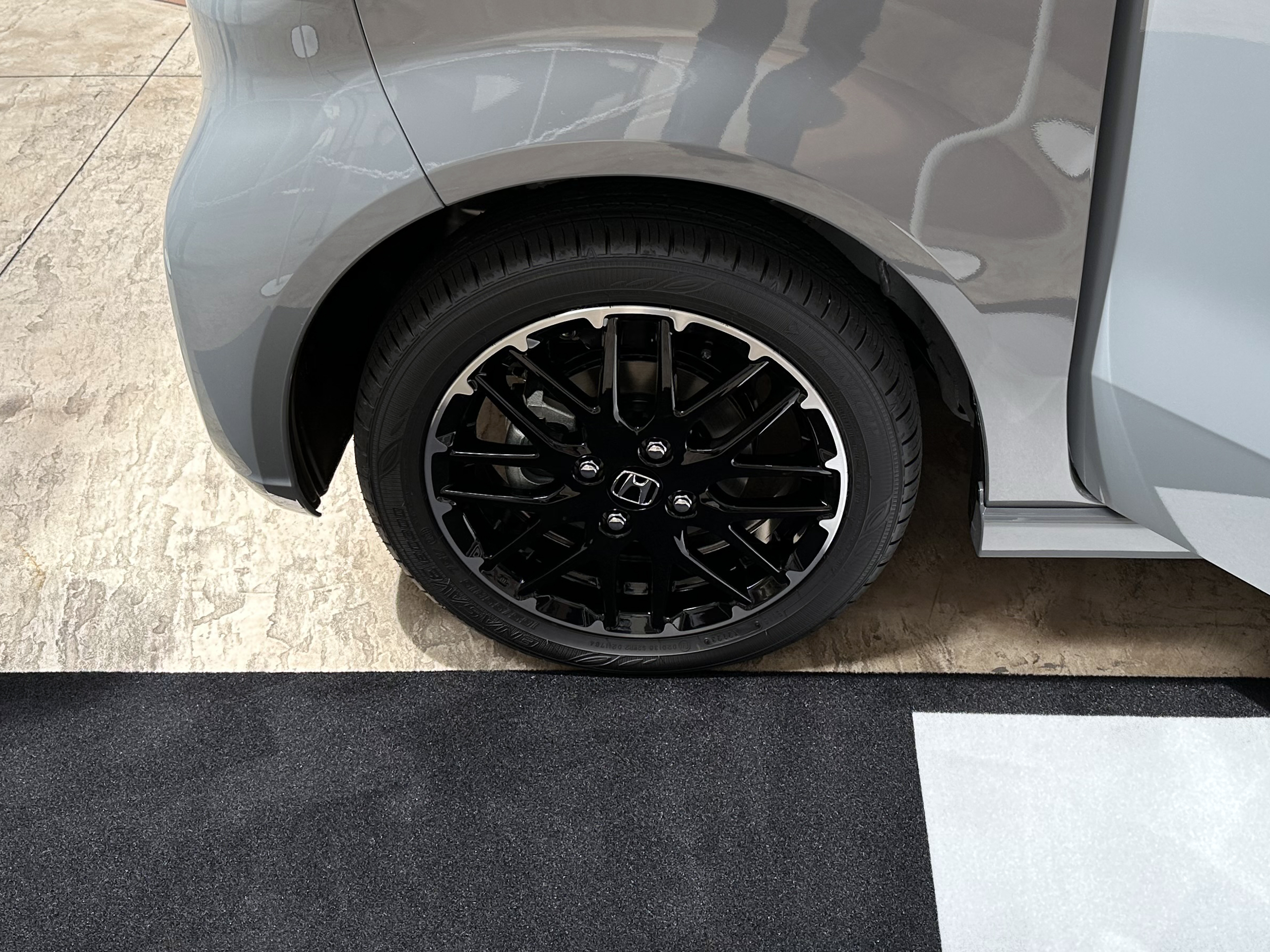
N-Box - Custom (Reifen)

## N-Van e: (seit 2024)
2024 kam der N-Van e: als Kei-car-Lieferwagen für den japanischen Markt heraus. Später sollen weitere Modelle auf dieser Basis folgen.